# Philippe G. Ciarlet
Philippe G. Ciarlet (n. 14 octombrie 1938, Paris, Franța) este un matematician francez, membru de onoare al Academiei Române (din 1996).